# Гръцка минога
Гръцките миноги (Eudontomyzon hellenicus) са вид ранни безчелюстни риби от семейство Миногови (Petromyzontidae).
Таксонът е описан за пръв път от Вадим Владиков през 1982 година.